# Саудівська Аравія на літніх Олімпійських іграх 2012
Саудівська Аравія на літніх Олімпійських іграх 2012 була представлена 19 спортсменами в 5-х видах спорту.

## Медалісти

### Бронза
| Бронза | |                                          |
| №      | Спортсмени | Вид спорту (дисципліна)                  |
| 1      | Камаль Бахамдан на Delphi Принц Абдулла бін Мутаїб на Davos Рамзі Аль-Духамі на Bayard van de Villa There Абдулла Аль-Шарбатлі на Sultan | Кінний спорт (конкур, командна першість) |